# Clasificación para el Campeonato Europeo de la UEFA Sub-19 2018
La Clasificación para el Campeonato de Europa Sub-19 de la UEFA 2018 fue el torneo que determinó los clasificados al Campeonato de Europa Sub-19 de la UEFA 2018, realizado en Finlandia. La competición constó de dos fases: la primera de ellas, la Ronda de clasificación, inició el 3 de octubre y finalizó el 14 de noviembre de 2017; la segunda, llamada Ronda Élite, se disputó entre el 21 y el 27 de marzo de 2018. Kosovo participó por primera vez en esta competencia.
El torneo fue disputado por 54 seleccionados y otorgó siete cupos para el Campeonato de Europa Sub-19, al cual Finlandia ya se encontraba clasificado por ser la selección local.

## Equipos participantes

### Sorteo
El sorteo de la Ronda de clasificación se realizó el 13 de diciembre de 2016 en la sede de la UEFA ubicada en Nyon, Suiza. A los fines de determinar la conformación de los bombos, se tomaron los coeficientes UEFA que fueron calculados con base en los resultados de cada selección en las Clasificaciones para los Campeonatos de Europa Sub-19 de la UEFA de los años 2014, 2015 y 2016. España y Portugal accedieron directamente a la Ronda Élite por tener los dos mayores coeficientes, por lo que no formaron parte del sorteo. Las 52 selecciones restantes fueron distribuidas en cuatro bombos de 13 equipos.
| Bombo A         | Bombo A |
| Selección       | Coef.   |
| --------------- | ------- |
| Austria         | 10 500  |
| Alemania        | 9 500   |
| Inglaterra      | 9 167   |
| Francia         | 9 000   |
| Ucrania         | 8 833   |
| Rusia           | 8 833   |
| Serbia          | 8 500   |
| Países Bajos    | 8 333   |
| Italia          | 7 333   |
| Bélgica         | 7 167   |
| República Checa | 7 000   |
| Croacia         | 7 000   |
| Turquía         | 6 667   |

| Bombo B    | Bombo B |
| Selección  | Coef.   |
| ---------- | ------- |
| Israel     | 6 667   |
| Montenegro | 6 500   |
| Georgia    | 6 333   |
| Dinamarca  | 6 000   |
| Suecia     | 5 833   |
| Eslovaquia | 5 833   |
| Suiza      | 5 667   |
| Escocia    | 5 333   |
| Grecia     | 5 167   |
| Irlanda    | 5 000   |
| Polonia    | 4 667   |
| Eslovenia  | 4 333   |
| Bulgaria   | 4 167   |

| Bombo C              | Bombo C |
| Selección            | Coef.   |
| -------------------- | ------- |
| Noruega              | 4 167   |
| Gales                | 3 833   |
| Lituania             | 3 667   |
| Bosnia y Herzegovina | 3 667   |
| Rumania              | 3 333   |
| Hungría              | 3 333   |
| Macedonia            | 3 333   |
| Luxemburgo           | 2 667   |
| Estonia              | 2 667   |
| Letonia              | 2 667   |
| Islandia             | 2 500   |
| Irlanda del Norte    | 2 500   |
| Azerbaiyán           | 2 500   |

| Bombo D       | Bombo D |
| Selección     | Coef.   |
| ------------- | ------- |
| Chipre        | 2 500   |
| Armenia       | 2 333   |
| Bielorrusia   | 1 667   |
| Albania       | 1 667   |
| Malta         | 1 333   |
| Moldavia      | 1 000   |
| Andorra       | 0 333   |
| Liechtenstein | 0 333   |
| Islas Feroe   | 0 333   |
| Gibraltar     | 0 333   |
| Kazajistán    | 0 333   |
| San Marino    | 0 000   |
| Kosovo        | –       |

Por cuestiones políticas, se determinó que no se presenten las siguientes selecciones en un mismo grupo:
- Azerbaiyán y  Armenia;
- Serbia y  Kosovo;
- Bosnia y Herzegovina y  Kosovo.

## Formato de competición
El torneo clasificatorio constó de dos rondas.
En la primera ronda o Ronda de clasificación las 52 selecciones participantes fueron clasificadas en trece grupos de cuatro equipos. Todos los grupos se desarrollaron bajo un sistema de todos contra todos a una sola rueda, determinándose una selección que actuará como sede para todos los partidos de la zona. Los equipos se clasificaron de acuerdo a los puntos obtenidos, otorgados de la siguiente manera:
Si dos o más equipos terminaban sus partidos empatados a puntos, se aplicaban los siguientes criterios de desempate:
- Mayor cantidad de puntos obtenidos en los partidos entre los equipos en cuestión.
- Mayor diferencia de goles en los partidos entre los equipos en cuestión.
- Mayor cantidad de goles marcados en los partidos entre los equipos en cuestión.
- Mayor diferencia de goles en todos los partidos de grupo.
- Mayor cantidad de goles marcados en todos los partidos de grupo.
- Menor cantidad de puntos de juego limpio, calculados basándose en la cantidad total de tarjetas amarillas y rojas recibidas en todos los partidos de grupo, contabilizándose:
  - 1 punto por cada tarjeta amarilla;
  - 3 puntos por cada expulsión producto de dos tarjetas amarillas;
  - 3 puntos por cada expulsión producto de una tarjeta roja.
- Mejor posición en el Ranking de Coeficientes.
- Sorteo de la delegación de la UEFA.

Solamente en caso de que dos equipos se enfrentaran en el último partido de la zona y hubieran finalizado en igualdad de condiciones tras haberse aplicado los cinco primeros criterios de desempate, se realizarían tiros desde el punto penal entre ambos para determinar a la selección mejor posicionada.
Al término de todos los partidos de la Ronda de clasificación, las selecciones que se clasificaron en el primer y segundo lugar de sus respectivos grupos accedieron a la Ronda Élite.
En la Ronda Élite, España y Portugal se unieron a los veintiséis seleccionados procedentes de la Ronda de clasificación, y se conformaron siete grupos de cuatro equipos. Al igual que en la fase anterior, se desarrolló el sistema de todos contra todos a una sola rueda disputándose todos los encuentros del grupo en una sola sede, y se aplicaron los mismos criterios de desempate ante la igualdad en puntos. Finalizados todos los partidos de la Ronda Élite, las selecciones ubicadas en el primer lugar de cada grupo clasificaron al Campeonato de Europa Sub-19 de la UEFA 2018.

## Ronda de clasificación
En cada grupo, los horarios son correspondientes a la hora local del país sede.
     — Clasificados a la Ronda Élite.

### Grupo 1
Sede:  Croacia
| Selección  | Pts | PJ | PG | PE | PP | GF | GC | Dif |
| ---------- | --- | -- | -- | -- | -- | -- | -- | --- |
| Dinamarca  | 9   | 3  | 3  | 0  | 0  | 11 | 3  | 8   |
| Letonia    | 4   | 3  | 1  | 1  | 1  | 5  | 2  | 3   |
| Croacia    | 4   | 3  | 1  | 1  | 1  | 5  | 5  | 0   |
| San Marino | 0   | 3  | 0  | 0  | 3  | 0  | 11 | -11 |

| 8 de noviembre de 2017 | Croacia                          | 3:0 (3:0) | San Marino | Estadio Valbruna, Rovinj       |                                |
| 12:00 (UTC+1)          | Kulenović 13' 20' · Nejašmić 38' | Reporte   |            | Árbitro(s): Zaven Hovhannisyan | Árbitro(s): Zaven Hovhannisyan |

| 8 de noviembre de 2017 | Letonia      | 1:2 (1:2) | Dinamarca                 | Estadio Kunfin, Rovinj       |                              |
| 14:00 (UTC+1)          | Grīnbergs 3' | Reporte   | Poulsen 25' · Odgaard 29' | Árbitro(s): Georgios Kominis | Árbitro(s): Georgios Kominis |

| 11 de noviembre de 2017 | Dinamarca                                                  | 4:0 (2:0) | San Marino | Estadio Kunfin, Rovinj         |                                |
| 12:00 (UTC+1)           | Wind 2' · Frisoni 18' (a.g.) · Jørgensen 51' · Odgaard 71' | Reporte   |            | Árbitro(s): Zaven Hovhannisyan | Árbitro(s): Zaven Hovhannisyan |

| 11 de noviembre de 2017 | Croacia | 0:0     | Letonia | Estadio Valbruna, Rovinj     |                              |
| 14:00 (UTC+1)           |         | Reporte |         | Árbitro(s): Donald Robertson | Árbitro(s): Donald Robertson |

| 14 de noviembre de 2017 | Dinamarca                                            | 5:2 (1:0) | Croacia                   | Estadio Kunfin, Rovinj       |                              |
| 14:00 (UTC+1)           | Poulsen 10' 47' · Wind 73' (pen.) 90' · Roerslev 79' | Reporte   | Javorčić 61' · Špikić 63' | Árbitro(s): Georgios Kominis | Árbitro(s): Georgios Kominis |

| 14 de noviembre de 2017 | San Marino | 0:4 (0:1) | Letonia                                               | Estadio Valbruna, Rovinj     |                              |
| 14:00 (UTC+1)           |            | Reporte   | Tobers 45+1' · Samoilovs 55' · Regža 62' · Puriņš 73' | Árbitro(s): Donald Robertson | Árbitro(s): Donald Robertson |

### Grupo 2
Sede:  Polonia
| Selección         | Pts | PJ | PG | PE | PP | GF | GC | Dif |
| ----------------- | --- | -- | -- | -- | -- | -- | -- | --- |
| Alemania          | 9   | 3  | 3  | 0  | 0  | 14 | 2  | 12  |
| Polonia           | 6   | 3  | 2  | 0  | 1  | 5  | 3  | 2   |
| Irlanda del Norte | 1   | 3  | 0  | 1  | 2  | 2  | 9  | -7  |
| Bielorrusia       | 1   | 3  | 0  | 1  | 2  | 1  | 8  | -7  |

| 4 de octubre de 2017 | Alemania                                            | 5:1 (1:0) | Bielorrusia     | Estadio Ernest Pohl, Zabrze |                         |
| 12:00 (UTC+2)        | Havertz 17' 57' 64' (pen.) 90+1' (pen.) · Maier 86' | Reporte   | Khlebosolov 59' | Árbitro(s): Enea Jorgji     | Árbitro(s): Enea Jorgji |

| 4 de octubre de 2017 | Irlanda del Norte | 1:2 (0:0) | Polonia                     | Estadio Municipal, Gliwice   |                              |
| 16:00 (UTC+2)        | Amos 63'          | Reporte   | Łyszczasz 74' · Stasiak 84' | Árbitro(s): Ville Nevalainen | Árbitro(s): Ville Nevalainen |

| 7 de octubre de 2017 | Alemania | 7:1 (1:1) | Irlanda del Norte | Estadio Municipal, Gliwice  |                             |
| 12:00 (UTC+2)        | Akkaynak 15' · Schreck 61' · Jan-Niklas Beste1Beste 67' · Havertz 81' (pen.) · Wintzheimer 88' 90+1' · Otto 90+2' | Reporte   | Toal 22'          | Árbitro(s): Dumitri Muntean | Árbitro(s): Dumitri Muntean |

| 7 de octubre de 2017 | Polonia                                          | 3:0 (2:0) | Bielorrusia | Estadio de Silesia, Chorzów |                         |
| 16:00 (UTC+2)        | Drawz 23' · Malkevich 39' (a.g.) · Łyszczasz 48' | Reporte   |             | Árbitro(s): Enea Jorgji     | Árbitro(s): Enea Jorgji |

| 10 de octubre de 2017 | Polonia | 0:2 (0:0) | Alemania              | Estadio Ernest Pohl, Zabrze  |                              |
| 18:00 (UTC+2)         |         | Reporte   | Beste 68' · Maier 81' | Árbitro(s): Ville Nevalainen | Árbitro(s): Ville Nevalainen |

| 10 de octubre de 2017 | Bielorrusia | 0:0     | Irlanda del Norte | Estadio de Silesia, Chorzów |                             |
| 18:00 (UTC+2)         |             | Reporte |                   | Árbitro(s): Dumitri Muntean | Árbitro(s): Dumitri Muntean |

### Grupo 3
Sede:  Luxemburgo
| Selección       | Pts | PJ | PG | PE | PP | GF | GC | Dif |
| --------------- | --- | -- | -- | -- | -- | -- | -- | --- |
| República Checa | 9   | 3  | 3  | 0  | 0  | 11 | 0  | 11  |
| Escocia         | 4   | 3  | 1  | 1  | 1  | 6  | 5  | 1   |
| Armenia         | 2   | 3  | 0  | 2  | 1  | 5  | 10 | -5  |
| Luxemburgo      | 1   | 3  | 0  | 1  | 2  | 3  | 10 | -7  |

| 8 de noviembre de 2017 | República Checa                                                         | 5:0 (2:0) | Armenia | Terrain Poetz-Weidingen, Wiltz |                          |
| 17:00 (UTC+1)          | Graiciar 16' (pen.) · Růsek 39' 70' · Khachumyan 54' (a.g.) · Žitný 83' | Reporte   |         | Árbitro(s): Irfan Peljto       | Árbitro(s): Irfan Peljto |

| 8 de noviembre de 2017 | Luxemburgo | 1:3 (0:0) | Escocia                                  | Estadio Alphonse Theis, Hesperange |                         |
| 19:00 (UTC+1)          | Schaus 47' | Reporte   | Duffy 73' · Hornby 86' · Aitchison 90+6' | Árbitro(s): Mario Zebec            | Árbitro(s): Mario Zebec |

| 11 de noviembre de 2017 | Escocia                                        | 3:3 (0:1) | Armenia                              | Estadio Alphonse Theis, Hesperange |                         |
| 17:00 (UTC+1)           | Johnston 47' 69' (pen.) · Aitchison 64' (pen.) | Reporte   | Bichakhchyan 11' 55' · Melkonyan 78' | Árbitro(s): Mario Zebec            | Árbitro(s): Mario Zebec |

| 11 de noviembre de 2017 | República Checa                                              | 5:0 (4:0) | Luxemburgo | Estadio Émile Mayrisch, Esch-sur-Alzette |                            |
| 19:00 (UTC+1)           | Sedláček 24' 28' 84' (pen.) · Sadílek 41' (pen.) · Růsek 45' | Reporte   |            | Árbitro(s): Boris Marhefka               | Árbitro(s): Boris Marhefka |

| 14 de noviembre de 2017 | Escocia | 0:1 (0:0) | República Checa | Estadio Émile Mayrisch, Esch-sur-Alzette |                          |
| 19:00 (UTC+1)           |         | Reporte   | Krejčí 87'      | Árbitro(s): Irfan Peljto                 | Árbitro(s): Irfan Peljto |

| 14 de noviembre de 2017 | Armenia                           | 2:2 (1:0) | Luxemburgo               | Terrain Poetz-Weidingen, Wiltz |                            |
| 19:00 (UTC+1)           | Harutyunyan 7' · Bichakhchyan 64' | Reporte   | Thill 53' · D'Anzico 73' | Árbitro(s): Boris Marhefka     | Árbitro(s): Boris Marhefka |

### Grupo 4
Sede:  Países Bajos
| Selección    | Pts | PJ | PG | PE | PP | GF | GC | Dif |
| ------------ | --- | -- | -- | -- | -- | -- | -- | --- |
| Países Bajos | 7   | 3  | 2  | 1  | 0  | 7  | 2  | 5   |
| Hungría      | 6   | 3  | 2  | 0  | 1  | 7  | 4  | 3   |
| Eslovenia    | 4   | 3  | 1  | 1  | 1  | 8  | 4  | 4   |
| Malta        | 0   | 3  | 0  | 0  | 3  | 1  | 13 | -12 |

| 4 de octubre de 2017 | Países Bajos                        | 3:0 (2:0) | Malta | Sportpark Juliana, 's-Gravenzande |                              |
| 16:00 (UTC+2)        | Kadioglu 24' 25' · Piroe 87' (pen.) | Reporte   |       | Árbitro(s): Jørgen Burchardt      | Árbitro(s): Jørgen Burchardt |

| 4 de octubre de 2017 | Hungría                 | 2:1 (0:0) | Eslovenia        | Sportpark Ter Specke, Lisse |                           |
| 19:00 (UTC+2)        | Szabo 58' · Lustyik 90' | Reporte   | Celar 84' (pen.) | Árbitro(s): Sergei Ivanov   | Árbitro(s): Sergei Ivanov |

| 7 de octubre de 2017 | Eslovenia                                                   | 5:0 (5:0) | Malta | Sportpark Juliana, 's-Gravenzande |                              |
| 13:00 (UTC+2)        | Celar 14' · Horvat 16' 27' · Gnezda Čerin 21' · Drkušič 32' | Reporte   |       | Árbitro(s): Jørgen Burchardt      | Árbitro(s): Jørgen Burchardt |

| 7 de octubre de 2017 | Países Bajos          | 2:0 (1:0) | Hungría | Sportpark Ter Specke, Lisse |                          |
| 16:00 (UTC+2)        | Piroe 25' · Malen 82' | Reporte   |         | Árbitro(s): Alper Ulusoy    | Árbitro(s): Alper Ulusoy |

| 10 de octubre de 2017 | Eslovenia                  | 2:2 (1:0) | Países Bajos               | Sportpark Juliana, 's-Gravenzande |                           |
| 18:00 (UTC+2)         | Zec 21' · Celar 87' (pen.) | Reporte   | Kadioglu 81' · Malen 90+5' | Árbitro(s): Sergei Ivanov         | Árbitro(s): Sergei Ivanov |

| 10 de octubre de 2017 | Malta    | 1:5 (1:1) | Hungría                                                       | Sportpark Ter Specke, Lisse |                          |
| 18:00 (UTC+2)         | Borg 34' | Reporte   | Kundrak 16' · Bévárdi 54' (pen.) 62' (pen.) · Torvund 66' 82' | Árbitro(s): Alper Ulusoy    | Árbitro(s): Alper Ulusoy |

### Grupo 5
Sede:  Macedonia del Norte
| Selección     | Pts | PJ | PG | PE | PP | GF | GC | Dif |
| ------------- | --- | -- | -- | -- | -- | -- | -- | --- |
| Macedonia     | 9   | 3  | 3  | 0  | 0  | 10 | 2  | 8   |
| Bélgica       | 6   | 3  | 2  | 0  | 1  | 9  | 5  | 4   |
| Suiza         | 3   | 3  | 1  | 0  | 2  | 9  | 8  | 1   |
| Liechtenstein | 0   | 3  | 0  | 0  | 3  | 1  | 14 | -13 |

| 8 de noviembre de 2017 | Bélgica                                   | 3:0 (2:0) | Liechtenstein | Centro Deportivo Boris Trajkovski, Skopie |                               |
| 13:00 (UTC+1)          | Ndayishimiye 4' · Boonen 44' · Corryn 49' | Reporte   |               | Árbitro(s): Giorgi Kruashvili             | Árbitro(s): Giorgi Kruashvili |

| 8 de noviembre de 2017 | Macedonia                             | 2:1 (0:1) | Suiza       | Centro de Entrenamiento Petar Miloševski, Skopie |                              |
| 13:00 (UTC+1)          | Trajanovski 56' · Atanasov 61' (pen.) | Reporte   | Ugrinic 33' | Árbitro(s): Roi Reinshreiber                     | Árbitro(s): Roi Reinshreiber |

| 11 de noviembre de 2017 | Bélgica    | 1:2 (1:1) | Macedonia                       | Centro de Entrenamiento Petar Miloševski, Skopie |                                   |
| 13:00 (UTC+1)           | Foulon 10' | Reporte   | Elmas 24' · Atanasov 87' (pen.) | Árbitro(s): Aleksandrs Anufrijevs                | Árbitro(s): Aleksandrs Anufrijevs |

| 11 de noviembre de 2017 | Suiza                                                                    | 5:1 (0:0) | Liechtenstein    | Centro Deportivo Boris Trajkovski, Skopie |                               |
| 13:00 (UTC+1)           | Asllani 63' · Müller 71' · Zeqiri 76' · Burkart 78' · Bajrami 82' (pen.) | Reporte   | Frick 56' (pen.) | Árbitro(s): Giorgi Kruashvili             | Árbitro(s): Giorgi Kruashvili |

| 14 de noviembre de 2017 | Suiza                               | 3:5 (1:3) | Bélgica                                                         | Centro Deportivo Boris Trajkovski, Skopie |                              |
| 13:00 (UTC+1)           | Zeqiri 37' · Bajrami 72' (pen.) 78' | Reporte   | Ndayishimiye 11' 59' · Delcroix 12' · Verlinden 39' · Amuzu 52' | Árbitro(s): Roi Reinshreiber              | Árbitro(s): Roi Reinshreiber |

| 14 de noviembre de 2017 | Liechtenstein | 0:6 (0:3) | Macedonia                                                        | Centro de Entrenamiento Petar Miloševski, Skopie |                                   |
| 13:00 (UTC+1)           |               | Reporte   | Churlinov 3' · Kolevski 7' · Mitrovski 25' 54' 73' · Miovski 62' | Árbitro(s): Aleksandrs Anufrijevs                | Árbitro(s): Aleksandrs Anufrijevs |

### Grupo 6
Sede:  Austria
| Selección | Pts | PJ | PG | PE | PP | GF | GC | Dif |
| --------- | --- | -- | -- | -- | -- | -- | -- | --- |
| Austria   | 9   | 3  | 3  | 0  | 0  | 5  | 0  | 5   |
| Kosovo    | 6   | 3  | 2  | 0  | 1  | 5  | 2  | 3   |
| Israel    | 3   | 3  | 1  | 0  | 2  | 2  | 4  | -2  |
| Lituania  | 0   | 3  | 0  | 0  | 3  | 0  | 6  | -6  |

| 3 de octubre de 2017 | Austria  | 1:0 (0:0) | Kosovo | Nationalpark Tauernarena, Mittersill |                             |
| 14:00 (UTC+2)        | Lema 56' | Reporte   |        | Árbitro(s): Oleksandr Derdo          | Árbitro(s): Oleksandr Derdo |

| 3 de octubre de 2017 | Lituania | 0:1 (0:1) | Israel  | Estadio Bürgerau, Saalfelden |                            |
| 17:00 (UTC+2)        |          | Reporte   | Shua 3' | Árbitro(s): Petr Ardeleanu   | Árbitro(s): Petr Ardeleanu |

| 6 de octubre de 2017 | Austria                           | 2:0 (2:0) | Lituania | Steinbergstadion, Leogang  |                            |
| 13:30 (UTC+2)        | Baumgartner 2' (pen.) · Arase 35' | Reporte   |          | Árbitro(s): Horațiu Feșnic | Árbitro(s): Horațiu Feșnic |

| 6 de octubre de 2017 | Israel    | 1:2 (1:2) | Kosovo          | Nationalpark Tauernarena, Mittersill |                             |
| 16:30 (UTC+2)        | Almog 32' | Reporte   | Kryeziu 41' 44' | Árbitro(s): Oleksandr Derdo          | Árbitro(s): Oleksandr Derdo |

| 9 de octubre de 2017 | Israel | 0:2 (0:0) | Austria                 | Steinbergstadion, Leogang  |                            |
| 14:00 (UTC+2)        |        | Reporte   | Arase 73' · Meister 85' | Árbitro(s): Petr Ardeleanu | Árbitro(s): Petr Ardeleanu |

| 9 de octubre de 2017 | Kosovo                              | 3:0 (1:0) | Lituania | Estadio Bürgerau, Saalfelden |                            |
| 14:00 (UTC+2)        | Kryeziu 27' 48' (pen.) · Limani 50' | Reporte   |          | Árbitro(s): Horațiu Feșnic   | Árbitro(s): Horațiu Feșnic |

### Grupo 7
Sede:  Irlanda
| Selección  | Pts | PJ | PG | PE | PP | GF | GC | Dif |
| ---------- | --- | -- | -- | -- | -- | -- | -- | --- |
| Irlanda    | 7   | 3  | 2  | 1  | 0  | 7  | 1  | 6   |
| Serbia     | 6   | 3  | 2  | 0  | 1  | 6  | 3  | 3   |
| Chipre     | 3   | 3  | 1  | 0  | 2  | 2  | 7  | -5  |
| Azerbaiyán | 1   | 3  | 0  | 1  | 2  | 2  | 6  | -4  |

| 4 de octubre de 2017 | Azerbaiyán | 0:0     | República de Irlanda | Waterford Regional Sports Centre, Waterford |                           |
| 16:00 (UTC+1)        |            | Reporte |                      | Árbitro(s): Alain Durieux                   | Árbitro(s): Alain Durieux |

| 4 de octubre de 2017 | Serbia        | 1:0 (1:0) | Chipre | Ferrycarrig Park, Wexford |                          |
| 20:00 (UTC+1)        | Jovanović 16' | Reporte   |        | Árbitro(s): Nikola Popov  | Árbitro(s): Nikola Popov |

| 7 de octubre de 2017 | Serbia                                                            | 4:1 (1:0) | Azerbaiyán         | Ferrycarrig Park, Wexford |                           |
| 16:00 (UTC+1)        | S. Jovanović 36' · D. Jovanović 52' · Terzić 73' · Maksimović 83' | Reporte   | Haziyev 90' (pen.) | Árbitro(s): Ferenc Karakó | Árbitro(s): Ferenc Karakó |

| 7 de octubre de 2017 | República de Irlanda                         | 5:0 (4:0) | Chipre | Waterford Regional Sports Centre, Waterford |                           |
| 20:00 (UTC+1)        | Afolabi 12' 67' · Molumby 15' 24' (pen.) 31' | Reporte   |        | Árbitro(s): Alain Durieux                   | Árbitro(s): Alain Durieux |

| 10 de octubre de 2017 | República de Irlanda        | 2:1 (0:1) | Serbia   | Waterford Regional Sports Centre, Waterford |                          |
| 14:00 (UTC+1)         | O'Connor 59' · Farrugia 70' | Reporte   | Ilić 29' | Árbitro(s): Nikola Popov                    | Árbitro(s): Nikola Popov |

| 10 de octubre de 2017 | Chipre                              | 2:1 (0:0) | Azerbaiyán    | Ferrycarrig Park, Wexford |                           |
| 14:00 (UTC+1)         | Louka 61' (pen.) · Roles 70' (pen.) | Reporte   | Haziyev 90+2' | Árbitro(s): Ferenc Karakó | Árbitro(s): Ferenc Karakó |

### Grupo 8
Sede:  Bulgaria
| Selección   | Pts | PJ | PG | PE | PP | GF | GC | Dif |
| ----------- | --- | -- | -- | -- | -- | -- | -- | --- |
| Inglaterra  | 9   | 3  | 3  | 0  | 0  | 9  | 1  | 8   |
| Bulgaria    | 6   | 3  | 2  | 0  | 1  | 4  | 2  | 2   |
| Islandia    | 3   | 3  | 1  | 0  | 2  | 4  | 5  | -1  |
| Islas Feroe | 0   | 3  | 0  | 0  | 3  | 1  | 10 | -9  |

| 8 de noviembre de 2017 | Islandia            | 1:2 (0:0) | Bulgaria                      | Estadio Hadzhi Dimitar, Sliven |                            |
| 13:30 (UTC+2)          | Finnsson 88' (pen.) | Reporte   | T. Ivanov 78' · S. Ivanov 83' | Árbitro(s): Markus Hameter     | Árbitro(s): Markus Hameter |

| 8 de noviembre de 2017 | Inglaterra                                                   | 6:0 (1:0) | Islas Feroe | Trace Arena, Stara Zagora   |                             |
| 17:30 (UTC+2)          | Nketiah 23' 58' 77' (pen.) 90' · Embleton 62' · Brereton 85' | Reporte   |             | Árbitro(s): Paul McLaughlin | Árbitro(s): Paul McLaughlin |

| 11 de noviembre de 2017 | Bulgaria                  | 2:0 (0:0) | Islas Feroe | Estadio Hadzhi Dimitar, Sliven |                             |
| 13:30 (UTC+2)           | Hristov 46' · Krastev 59' | Reporte   |             | Árbitro(s): Paul McLaughlin    | Árbitro(s): Paul McLaughlin |

| 11 de noviembre de 2017 | Inglaterra              | 2:1 (0:0) | Islandia         | Trace Arena, Stara Zagora  |                            |
| 17:30 (UTC+2)           | Mount 70' · Nketiah 83' | Reporte   | Hafsteinsson 82' | Árbitro(s): Peter Kralović | Árbitro(s): Peter Kralović |

| 14 de noviembre de 2017 | Bulgaria | 0:1 (0:1) | Inglaterra | Trace Arena, Stara Zagora  |                            |
| 13:30 (UTC+2)           |          | Reporte   | Sancho 11' | Árbitro(s): Peter Kralović | Árbitro(s): Peter Kralović |

| 14 de noviembre de 2017 | Islas Feroe         | 1:2 (0:0) | Islandia                       | Estadio Hadzhi Dimitar, Sliven |                            |
| 13:30 (UTC+2)           | Giessing 79' (pen.) | Reporte   | Kristinsson 53' · Ljubicic 69' | Árbitro(s): Markus Hameter     | Árbitro(s): Markus Hameter |

### Grupo 9
Sede:  Suecia
| Selección | Pts | PJ | PG | PE | PP | GF | GC | Dif |
| --------- | --- | -- | -- | -- | -- | -- | -- | --- |
| Italia    | 9   | 3  | 3  | 0  | 0  | 9  | 3  | 6   |
| Suecia    | 6   | 3  | 2  | 0  | 1  | 9  | 3  | 6   |
| Moldavia  | 3   | 3  | 1  | 0  | 2  | 3  | 7  | -4  |
| Estonia   | 0   | 3  | 0  | 0  | 3  | 1  | 9  | -8  |

| 4 de octubre de 2017 | Italia                                         | 4:0 (2:0) | Moldavia | Vapenvallen, Huskvarna    |                           |
| 17:00 (UTC+2)        | Zaniolo 19' 53' · Melegoni 23' · Pinamonti 57' | Reporte   |          | Árbitro(s): João Pinheiro | Árbitro(s): João Pinheiro |

| 4 de octubre de 2017 | Estonia | 0:4 (0:2) | Suecia                                      | Stadsparksvallen, Jönköping |                           |
| 19:00 (UTC+2)        |         | Reporte   | Edqvist 8' · Colley 31' · Bergqvist 46' 70' | Árbitro(s): Robert Madley   | Árbitro(s): Robert Madley |

| 7 de octubre de 2017 | Italia                     | 2:1 (0:1) | Estonia        | Stadsparksvallen, Jönköping |                            |
| 13:00 (UTC+2)        | Pinamonti 52' · Capone 88' | Reporte   | Erik Sorga 26' | Árbitro(s): Rade Obrenović  | Árbitro(s): Rade Obrenović |

| 7 de octubre de 2017 | Suecia                                        | 3:0 (1:0) | Moldavia | Vapenvallen, Huskvarna    |                           |
| 16:00 (UTC+2)        | Bergqvist 25' · Chiperi 49' (a.g.) · Titi 73' | Reporte   |          | Árbitro(s): João Pinheiro | Árbitro(s): João Pinheiro |

| 10 de octubre de 2017 | Suecia                     | 2:3 (0:2) | Italia                           | Stadsparksvallen, Jönköping |                           |
| 18:00 (UTC+2)         | Edqvist 46' · Marklund 90' | Reporte   | Pinamonti 19' · Gabbia 45+1' 59' | Árbitro(s): Robert Madley   | Árbitro(s): Robert Madley |

| 10 de octubre de 2017 | Moldavia                              | 3:0 (1:0) | Estonia | Vapenvallen, Huskvarna     |                            |
| 18:00 (UTC+2)         | Furtună 2' · Nihaev 80' · Postica 85' | Reporte   |         | Árbitro(s): Rade Obrenović | Árbitro(s): Rade Obrenović |

### Grupo 10
Sede:  Grecia
| Selección | Pts | PJ | PG | PE | PP | GF | GC | Dif |
| --------- | --- | -- | -- | -- | -- | -- | -- | --- |
| Rumania   | 9   | 3  | 3  | 0  | 0  | 12 | 2  | 10  |
| Grecia    | 6   | 3  | 2  | 0  | 1  | 8  | 3  | 5   |
| Rusia     | 3   | 3  | 1  | 0  | 2  | 8  | 4  | 4   |
| Gibraltar | 0   | 3  | 0  | 0  | 3  | 0  | 19 | -19 |

| 8 de noviembre de 2017 | Rusia                                                   | 6:0 (4:0) | Gibraltar | Estadio Pankritio, Heraclión   |                                |
| 13:00 (UTC+2)          | Utkin 15' 90+1' · Ignatyev 18' 38' 73' · Suleymanov 37' | Reporte   |           | Árbitro(s): Bryn Markham-Jones | Árbitro(s): Bryn Markham-Jones |

| 8 de noviembre de 2017 | Rumania                   | 2:1 (1:1) | Grecia       | Estadio Theodoros Vardinoyannis, Heraclión |                                |
| 16:00 (UTC+2)          | Morutan 39' · Sîntean 65' | Reporte   | Douvikas 24' | Árbitro(s): Bartosz Frankowski             | Árbitro(s): Bartosz Frankowski |

| 11 de noviembre de 2017 | Rusia          | 1:2 (0:0) | Rumania                 | Estadio Pankritio, Heraclión |                          |
| 13:00 (UTC+2)           | Tsypchenko 83' | Reporte   | Morutan 61' · Măţan 70' | Árbitro(s): Nenad Djokić     | Árbitro(s): Nenad Djokić |

| 11 de noviembre de 2017 | Grecia                                                                 | 5:0 (3:0) | Gibraltar | Estadio Pankritio, Heraclión   |                                |
| 16:15 (UTC+2)           | Douvikas 16' 90+6' · Ntalakouras 37' · Emmanouilidis 41' · Giousis 78' | Reporte   |           | Árbitro(s): Bryn Markham-Jones | Árbitro(s): Bryn Markham-Jones |

| 14 de noviembre de 2017 | Grecia                                     | 2:1 (1:1) | Rusia         | Estadio Theodoros Vardinoyannis, Heraclión |                                |
| 16:00 (UTC+2)           | Siampanis 45+1' (pen.) · Emmanouilidis 77' | Reporte   | Tiknizyan 21' | Árbitro(s): Bartosz Frankowski             | Árbitro(s): Bartosz Frankowski |

| 14 de noviembre de 2017 | Gibraltar | 0:8 (0:2) | Rumania                                                                        | Estadio Pankritio, Heraclión |                          |
| 16:00 (UTC+2)           |           | Reporte   | Măţan 32' 43' (pen.) 46' 65' · Moldoveanu 49' 80' · Băluţă 59' · Micovschi 70' | Árbitro(s): Nenad Djokić     | Árbitro(s): Nenad Djokić |

### Grupo 11
Sede:  Bosnia y Herzegovina
| Selección            | Pts | PJ | PG | PE | PP | GF | GC | Dif |
| -------------------- | --- | -- | -- | -- | -- | -- | -- | --- |
| Francia              | 7   | 3  | 2  | 1  | 0  | 10 | 2  | 8   |
| Bosnia y Herzegovina | 6   | 3  | 2  | 0  | 1  | 4  | 3  | 1   |
| Georgia              | 2   | 3  | 0  | 2  | 1  | 2  | 3  | -1  |
| Andorra              | 1   | 3  | 0  | 1  | 2  | 2  | 10 | -8  |

| 8 de noviembre de 2017 | Francia                                                                  | 7:0 (3:0) | Andorra | Estadio Novi Gradski, Ugljevik |                          |
| 13:00 (UTC+1)          | Maolida 17' 45' · Cuisance 37' · Youan 42' 78' · Sylla 76' · Zagadou 87' | Reporte   |         | Árbitro(s): Tim Marshall       | Árbitro(s): Tim Marshall |

| 8 de noviembre de 2017 | Bosnia y Herzegovina | 1:0 (0:0) | Georgia | Estadio Etno Selo Stanisići, Bijeljina |                          |
| 13:00 (UTC+1)          | Gazibegović 87'      | Reporte   |         | Árbitro(s): Marius Avram               | Árbitro(s): Marius Avram |

| 11 de noviembre de 2017 | Francia                 | 2:1 (2:0) | Bosnia y Herzegovina | Estadio Etno Selo Stanisići, Bijeljina |                           |
| 13:00 (UTC+1)           | Guitane 14' · Diaby 32' | Reporte   | Dembele 53' (a.g.)   | Árbitro(s): Dennis Higler              | Árbitro(s): Dennis Higler |

| 11 de noviembre de 2017 | Georgia          | 1:1 (1:0) | Andorra         | Estadio Novi Gradski, Ugljevik |                          |
| 13:00 (UTC+1)           | Ninua 43' (pen.) | Reporte   | Grau Samper 86' | Árbitro(s): Tim Marshall       | Árbitro(s): Tim Marshall |

| 14 de noviembre de 2017 | Georgia        | 1:1 (0:1) | Francia     | Estadio Etno Selo Stanisići, Bijeljina |                          |
| 13:00 (UTC+1)           | Kharabadze 64' | Reporte   | Bernede 20' | Árbitro(s): Marius Avram               | Árbitro(s): Marius Avram |

| 14 de noviembre de 2017 | Andorra              | 1:2 (0:1) | Bosnia y Herzegovina             | Estadio Novi Gradski, Ugljevik |                           |
| 13:00 (UTC+1)           | Fernandez 55' (pen.) | Reporte   | Ćatić 41' · Čeliković 53' (pen.) | Árbitro(s): Dennis Higler      | Árbitro(s): Dennis Higler |

### Grupo 12
Sede:  Albania
| Selección  | Pts | PJ | PG | PE | PP | GF | GC | Dif |
| ---------- | --- | -- | -- | -- | -- | -- | -- | --- |
| Ucrania    | 9   | 3  | 3  | 0  | 0  | 7  | 1  | 6   |
| Noruega    | 6   | 3  | 2  | 0  | 1  | 11 | 3  | 8   |
| Montenegro | 3   | 3  | 1  | 0  | 2  | 1  | 7  | -6  |
| Albania    | 0   | 3  | 0  | 0  | 3  | 1  | 9  | -8  |

| 4 de octubre de 2017 | Noruega                                  | 3:0 (1:0) | Montenegro | Estadio Kamëz, Tirana      |                            |
| 12:00 (UTC+2)        | Markovic 26' · Håland 63' · Svendsen 83' | Reporte   |            | Árbitro(s): Aliyar Aghayev | Árbitro(s): Aliyar Aghayev |

| 4 de octubre de 2017 | Ucrania      | 1:0 (1:0) | Albania | Estadio Selman Stërmasi, Tirana |                            |
| 14:00 (UTC+2)        | Supriaha 30' | Reporte   |         | Árbitro(s): Anders Poulsen      | Árbitro(s): Anders Poulsen |

| 7 de octubre de 2017 | Montenegro         | 1:0 (0:0) | Albania | Estadio Selman Stërmasi, Tirana |                            |
| 12:00 (UTC+2)        | Vukotić 70' (pen.) | Reporte   |         | Árbitro(s): Anders Poulsen      | Árbitro(s): Anders Poulsen |

| 7 de octubre de 2017 | Ucrania                             | 2:1 (1:1) | Noruega   | Estadio Kamëz, Tirana         |                               |
| 14:00 (UTC+2)        | Faye Lund 16' (a.g.) · Supriaha 84' | Reporte   | Håland 8' | Árbitro(s): Nicolas Rainville | Árbitro(s): Nicolas Rainville |

| 10 de octubre de 2017 | Montenegro | 0:4 (0:1) | Ucrania                                                | Estadio Kamëz, Tirana      |                            |
| 14:00 (UTC+2)         |            | Reporte   | Buletsa 18' · Kashchuk 68' 81' · Korniienko 85' (pen.) | Árbitro(s): Aliyar Aghayev | Árbitro(s): Aliyar Aghayev |

| 10 de octubre de 2017 | Albania   | 1:7 (1:4) | Noruega                                                                              | Estadio Selman Stërmasi, Tirana |                               |
| 14:00 (UTC+2)         | Burba 12' | Reporte   | Håland 18' 28' · Markovic 32' 72' · Borchgrevink 44' · Oestigaard 66' · Pedersen 78' | Árbitro(s): Nicolas Rainville   | Árbitro(s): Nicolas Rainville |

### Grupo 13
Sede:  Turquía
| Selección  | Pts | PJ | PG | PE | PP | GF | GC | Dif |
| ---------- | --- | -- | -- | -- | -- | -- | -- | --- |
| Eslovaquia | 7   | 3  | 2  | 1  | 0  | 5  | 3  | 2   |
| Turquía    | 6   | 3  | 2  | 0  | 1  | 7  | 4  | 3   |
| Kazajistán | 4   | 3  | 1  | 1  | 1  | 3  | 5  | -2  |
| Gales      | 0   | 3  | 0  | 0  | 3  | 4  | 7  | -3  |

| 7 de noviembre de 2017 | Gales      | 1:2 (0:1) | Eslovaquia                 | Complejo Deportivo Arslan Zeki Demirci, Manavgat |                               |
| 11:30 (UTC+2)          | Touray 62' | Reporte   | Vician 43' · Král’ovič 76' | Árbitro(s): Alexandre Boucaut                    | Árbitro(s): Alexandre Boucaut |

| 7 de noviembre de 2017 | Turquía                              | 3:0 (2:0) | Kazajistán | Complejo Deportivo Arslan Zeki Demirci, Manavgat |                        |
| 14:00 (UTC+2)          | Engin 29' · Sinik 43' · Yalçın 90+3' | Reporte   |            | Árbitro(s): Fedayi San                           | Árbitro(s): Fedayi San |

| 10 de noviembre de 2017 | Eslovaquia | 0:0     | Kazajistán | Complejo Deportivo Arslan Zeki Demirci, Manavgat |                        |
| 11:30 (UTC+2)           |            | Reporte |            | Árbitro(s): Fedayi San                           | Árbitro(s): Fedayi San |

| 10 de noviembre de 2017 | Turquía                      | 2:1 (1:0) | Gales             | Complejo Deportivo Arslan Zeki Demirci, Manavgat |                              |
| 14:00 (UTC+2)           | Lewis 19' (a.g.) · Oktay 67' | Reporte   | Cullen 90' (pen.) | Árbitro(s): Dejan Jakimovksi                     | Árbitro(s): Dejan Jakimovksi |

| 13 de noviembre de 2017 | Eslovaquia                                   | 3:2 (0:0) | Turquía               | Complejo Deportivo Arslan Zeki Demirci, Manavgat |                               |
| 13:00 (UTC+2)           | Grešák 50' · Špyrka 82' · Kapacak 87' (a.g.) | Reporte   | Ömür 67' · Yalçın 68' | Árbitro(s): Alexandre Boucaut                    | Árbitro(s): Alexandre Boucaut |

| 13 de noviembre de 2017 | Kazajistán                         | 3:2 (1:1) | Gales                          | Complejo Deportivo Arslan Zeki Demirci, Manavgat |                              |
| 13:00 (UTC+2)           | Zhakipbayev 45+2' 69' · Pairuz 76' | Reporte   | Spruce 11' · Cullen 82' (pen.) | Árbitro(s): Dejan Jakimovksi                     | Árbitro(s): Dejan Jakimovksi |

## Ronda Élite

### Sorteo
El sorteo de la Ronda Élite se realizó el 6 de diciembre de 2017 en la sede de la UEFA ubicada en Nyon, Suiza. Los bombos fueron conformados de acuerdo al desempeño de los seleccionados en la Ronda de clasificación. España y Portugal, que accedieron directamente a esta instancia por tener los dos mayores coeficientes considerados al momento del sorteo de la primera ronda, fueron ubicados en el Bombo A. Las 28 selecciones participantes fueron distribuidas en cuatro bombos de siete equipos.
| Bombo A         | Bombo A                                   | Bombo A                                   | Bombo A                                   | Bombo A                                   | Bombo A                                   | Bombo A                                   | Bombo A                                   | Bombo A                                   |
| Selección       | Pts                                       | PJ                                        | PG                                        | PE                                        | PP                                        | GF                                        | GC                                        | Dif                                       |
| --------------- | ----------------------------------------- | ----------------------------------------- | ----------------------------------------- | ----------------------------------------- | ----------------------------------------- | ----------------------------------------- | ----------------------------------------- | ----------------------------------------- |
| España          | Clasificado directamente a la Ronda Élite | Clasificado directamente a la Ronda Élite | Clasificado directamente a la Ronda Élite | Clasificado directamente a la Ronda Élite | Clasificado directamente a la Ronda Élite | Clasificado directamente a la Ronda Élite | Clasificado directamente a la Ronda Élite | Clasificado directamente a la Ronda Élite |
| Portugal        | Clasificado directamente a la Ronda Élite | Clasificado directamente a la Ronda Élite | Clasificado directamente a la Ronda Élite | Clasificado directamente a la Ronda Élite | Clasificado directamente a la Ronda Élite | Clasificado directamente a la Ronda Élite | Clasificado directamente a la Ronda Élite | Clasificado directamente a la Ronda Élite |
| Alemania        | 9                                         | 3                                         | 3                                         | 0                                         | 0                                         | 14                                        | 2                                         | 12                                        |
| República Checa | 9                                         | 3                                         | 3                                         | 0                                         | 0                                         | 11                                        | 0                                         | 11                                        |
| Rumania         | 9                                         | 3                                         | 3                                         | 0                                         | 0                                         | 12                                        | 2                                         | 10                                        |
| Dinamarca       | 9                                         | 3                                         | 3                                         | 0                                         | 0                                         | 11                                        | 3                                         | 8                                         |
| Macedonia       | 9                                         | 3                                         | 3                                         | 0                                         | 0                                         | 10                                        | 2                                         | 8                                         |

| Bombo B      | Bombo B | Bombo B | Bombo B | Bombo B | Bombo B | Bombo B | Bombo B | Bombo B |
| Selección    | Pts     | PJ      | PG      | PE      | PP      | GF      | GC      | Dif     |
| ------------ | ------- | ------- | ------- | ------- | ------- | ------- | ------- | ------- |
| Inglaterra   | 9       | 3       | 3       | 0       | 0       | 9       | 1       | 8       |
| Italia       | 9       | 3       | 3       | 0       | 0       | 9       | 3       | 6       |
| Ucrania      | 9       | 3       | 3       | 0       | 0       | 7       | 1       | 6       |
| Austria      | 9       | 3       | 3       | 0       | 0       | 5       | 0       | 5       |
| Francia      | 7       | 3       | 2       | 1       | 0       | 10      | 2       | 8       |
| Irlanda      | 7       | 3       | 2       | 1       | 0       | 7       | 1       | 6       |
| Países Bajos | 7       | 3       | 2       | 1       | 0       | 7       | 2       | 5       |

| Bombo C    | Bombo C | Bombo C | Bombo C | Bombo C | Bombo C | Bombo C | Bombo C | Bombo C |
| Selección  | Pts     | PJ      | PG      | PE      | PP      | GF      | GC      | Dif     |
| ---------- | ------- | ------- | ------- | ------- | ------- | ------- | ------- | ------- |
| Eslovaquia | 7       | 3       | 2       | 1       | 0       | 5       | 3       | 2       |
| Noruega    | 6       | 3       | 2       | 0       | 1       | 11      | 3       | 8       |
| Suecia     | 6       | 3       | 2       | 0       | 1       | 9       | 3       | 6       |
| Grecia     | 6       | 3       | 2       | 0       | 1       | 8       | 3       | 5       |
| Bélgica    | 6       | 3       | 2       | 0       | 1       | 9       | 5       | 4       |
| Hungría    | 6       | 3       | 2       | 0       | 1       | 7       | 4       | 3       |
| Turquía    | 6       | 3       | 2       | 0       | 1       | 7       | 4       | 3       |

| Bombo D              | Bombo D | Bombo D | Bombo D | Bombo D | Bombo D | Bombo D | Bombo D | Bombo D |
| Selección            | Pts     | PJ      | PG      | PE      | PP      | GF      | GC      | Dif     |
| -------------------- | ------- | ------- | ------- | ------- | ------- | ------- | ------- | ------- |
| Serbia               | 6       | 3       | 2       | 0       | 1       | 6       | 3       | 3       |
| Kosovo               | 6       | 3       | 2       | 0       | 1       | 5       | 2       | 3       |
| Polonia              | 6       | 3       | 2       | 0       | 1       | 5       | 3       | 2       |
| Bulgaria             | 6       | 3       | 2       | 0       | 1       | 4       | 2       | 2       |
| Bosnia y Herzegovina | 6       | 3       | 2       | 0       | 1       | 4       | 3       | 1       |
| Letonia              | 4       | 3       | 1       | 1       | 1       | 5       | 2       | 3       |
| Escocia              | 4       | 3       | 1       | 1       | 1       | 6       | 5       | 1       |

En cada grupo, los horarios son correspondientes a la hora local del país sede.
     — Clasificados al Campeonato de Europa Sub-19 de la UEFA 2018.

### Grupo 1
Sede:  Alemania
| Selección    | Pts | PJ | PG | PE | PP | GF | GC | Dif |
| ------------ | --- | -- | -- | -- | -- | -- | -- | --- |
| Noruega      | 6   | 3  | 2  | 0  | 1  | 11 | 12 | -1  |
| Alemania     | 6   | 3  | 2  | 0  | 1  | 9  | 6  | 3   |
| Escocia      | 3   | 3  | 1  | 0  | 2  | 6  | 8  | -2  |
| Países Bajos | 3   | 3  | 1  | 0  | 2  | 7  | 7  | 0   |

| 21 de marzo de 2018 | Noruega          | 1:6 (0:2) | Países Bajos                                                               | Weserstadion, Ahlen         |                             |
| 12:00 (UTC+1)       | Borchgrevink 85' | Reporte   | Malen 10' 66' · De Looi 24' · Nunnely 69' · Kadioglu 80' · Aboukhlal 90+3' | Árbitro(s): Jonathan Lardot | Árbitro(s): Jonathan Lardot |

| 21 de marzo de 2018 | Alemania                                                 | 3:0 (1:0) | Escocia | Estadio Am Bruchbaum, Lippstadt |                            |
| 18:00 (UTC+1)       | Wintzheimer 23' · Barjonas 56' (a.g.) · Maier 81' (pen.) | Reporte   |         | Árbitro(s): Daniele Doveri      | Árbitro(s): Daniele Doveri |

| 24 de marzo de 2018 | Alemania                        | 2:5 (1:4) | Noruega                                                    | Estadio Große Wiese, Arnsberg |                           |
| 12:00 (UTC+1)       | Beste 20' · Akkaynak 63' (pen.) | Reporte   | Håland 7' 29' · Oestigaard 35' · Vetlesen 43' · Nordli 71' | Árbitro(s): Danilo Grujić     | Árbitro(s): Danilo Grujić |

| 24 de marzo de 2018 | Países Bajos | 0:2 (0:0) | Escocia           | Estadio Große Wiese, Arnsberg |                             |
| 17:00 (UTC+1)       |              | Reporte   | Aitchison 65' 81' | Árbitro(s): Jonathan Lardot   | Árbitro(s): Jonathan Lardot |

| 27 de marzo de 2018 | Escocia                                                | 4:5 (0:2) | Noruega                                                       | Estadio Am Bruchbaum, Lippstadt |                           |
| 18:00 (UTC+2)       | McInroy 50' · Middleton 55' 66' · Aitchison 61' (pen.) | Reporte   | Håland 41' (pen.) 44' 90+1' (pen.) · Hauge 82' · Markovic 84' | Árbitro(s): Danilo Grujić       | Árbitro(s): Danilo Grujić |

| 27 de marzo de 2018 | Países Bajos | 1:4 (0:1) | Alemania                                             | Weserstadion, Ahlen        |                            |
| 18:00 (UTC+2)       | Kökcü 50'    | Reporte   | Wintzheimer 31' 70' · Amade 73' · Havertz 89' (pen.) | Árbitro(s): Daniele Doveri | Árbitro(s): Daniele Doveri |

### Grupo 2
Sede:  Macedonia del Norte
| Selección  | Pts | PJ | PG | PE | PP | GF | GC | Dif |
| ---------- | --- | -- | -- | -- | -- | -- | -- | --- |
| Inglaterra | 6   | 3  | 2  | 0  | 1  | 7  | 3  | 4   |
| Letonia    | 6   | 3  | 2  | 0  | 1  | 5  | 6  | -1  |
| Hungría    | 3   | 3  | 1  | 0  | 2  | 7  | 10 | -3  |
| Macedonia  | 3   | 3  | 1  | 0  | 2  | 6  | 6  | 0   |

| 21 de marzo de 2018 | Hungría     | 1:4 (1:0) | Inglaterra                              | Estadio Filip II de Macedonia, Skopie |                               |
| 14:00 (UTC+1)       | Bévárdi 39' | Reporte   | Mount 48' · Nelson 54' 86' · Sancho 87' | Árbitro(s): Christian Dingert         | Árbitro(s): Christian Dingert |

| 21 de marzo de 2018 | Macedonia            | 1:2 (0:1) | Letonia           | Centro de Entrenamiento Petar Miloševski, Skopie |                        |
| 14:00 (UTC+1)       | Mitrovski 88' (pen.) | Reporte   | Samoilovs 42' 56' | Árbitro(s): Karim Abed                           | Árbitro(s): Karim Abed |

| 24 de marzo de 2018 | Inglaterra                          | 3:0 (1:0) | Letonia | Estadio Filip II de Macedonia, Skopie |                        |
| 14:00 (UTC+1)       | Mount 22' · Nketiah 52' · Hirst 82' | Reporte   |         | Árbitro(s): Karim Abed                | Árbitro(s): Karim Abed |

| 24 de marzo de 2018 | Macedonia                          | 3:4 (2:2) | Hungría                                                 | Centro de Entrenamiento Petar Miloševski, Skopie |                            |
| 14:00 (UTC+1)       | Kolevski 12' 64' · Mitrovski 45+2' | Reporte   | Mocsi 4' · Schön 36' · Lustyik 67' (pen.) · Bévárdi 82' | Árbitro(s): Yaroslav Kozyk                       | Árbitro(s): Yaroslav Kozyk |

| 27 de marzo de 2018 | Letonia             | 3:2 (1:0) | Hungría                          | Estadio Filip II de Macedonia, Skopie |                            |
| 14:00 (UTC+2)       | Regža 15' 89' 90+1' | Reporte   | Kundrak 55' · Bévárdi 57' (pen.) | Árbitro(s): Yaroslav Kozyk            | Árbitro(s): Yaroslav Kozyk |

| 27 de marzo de 2018 | Inglaterra | 0:2 (0:1) | Macedonia                     | Centro de Entrenamiento Petar Miloševski, Skopie |                               |
| 14:00 (UTC+2)       |            | Reporte   | Atanasov 2' · Mitrovski 90+1' | Árbitro(s): Christian Dingert                    | Árbitro(s): Christian Dingert |

### Grupo 3
Sede:  Italia
| Selección       | Pts | PJ | PG | PE | PP | GF | GC | Dif |
| --------------- | --- | -- | -- | -- | -- | -- | -- | --- |
| Italia          | 7   | 3  | 2  | 1  | 0  | 7  | 4  | 3   |
| Polonia         | 4   | 3  | 1  | 1  | 1  | 6  | 5  | 1   |
| Grecia          | 3   | 3  | 1  | 0  | 2  | 4  | 7  | -3  |
| República Checa | 2   | 3  | 0  | 2  | 1  | 3  | 4  | -1  |

| 21 de marzo de 2018 | República Checa | 0:0     | Polonia | Estadio Comunale di Cordovado, Cordovado |                           |
| 12:00 (UTC+1)       |                 | Reporte |         | Árbitro(s): Radu Petrescu                | Árbitro(s): Radu Petrescu |

| 21 de marzo de 2018 | Grecia | 0:2 (0:2) | Italia          | Estadio Comunale G. Teghil, Lignano Sabbiadoro |                          |
| 15:30 (UTC+1)       |        | Reporte   | Scamacca 8' 43' | Árbitro(s): Paul Tierney                       | Árbitro(s): Paul Tierney |

| 24 de marzo de 2018 | República Checa             | 2:3 (1:1) | Grecia                                 | Estadio Comunale di Cordovado, Cordovado |                           |
| 12:00 (UTC+1)       | Heidenreich 15' · Žitný 69' | Reporte   | Gkargkalatzidis 12' · Douvikas 54' 70' | Árbitro(s): João Pinheiro                | Árbitro(s): João Pinheiro |

| 24 de marzo de 2018 | Italia                                     | 4:3 (1:2) | Polonia                          | Estadio Comunale G. Teghil, Lignano Sabbiadoro |                           |
| 15:30 (UTC+1)       | Scamacca 38' (pen.) 50' 65' · Bettella 83' | Reporte   | Kopacz 17' 58' · Walukiewicz 41' | Árbitro(s): Radu Petrescu                      | Árbitro(s): Radu Petrescu |

| 27 de marzo de 2018 | Polonia                            | 3:1 (1:1) | Grecia       | Estadio Comunale G. Teghil, Lignano Sabbiadoro |                           |
| 16:30 (UTC+2)       | Bergier 15' · Moder 73' · Grym 80' | Reporte   | Douvikas 13' | Árbitro(s): João Pinheiro                      | Árbitro(s): João Pinheiro |

| 26 de marzo de 2018 | Italia       | 1:1 (1:0) | República Checa | Stadio Friuli, Udine     |                          |
| 16:30 (UTC+2)       | Brignola 10' | Reporte   | Šípek 85'       | Árbitro(s): Paul Tierney | Árbitro(s): Paul Tierney |

### Grupo 4
Sede:  Rumania
| Selección | Pts | PJ | PG | PE | PP | GF | GC | Dif |
| --------- | --- | -- | -- | -- | -- | -- | -- | --- |
| Ucrania   | 7   | 3  | 2  | 1  | 0  | 4  | 2  | 2   |
| Rumania   | 6   | 3  | 2  | 0  | 1  | 7  | 3  | 4   |
| Serbia    | 3   | 3  | 1  | 0  | 2  | 4  | 8  | -4  |
| Suecia    | 1   | 3  | 0  | 1  | 2  | 3  | 5  | -2  |

| 21 de marzo de 2018 | Suecia | 0:0     | Ucrania | Estadio Ilie Oană, Ploiești |                             |
| 13:30 (UTC+2)       |        | Reporte |         | Árbitro(s): Alan Mario Sant | Árbitro(s): Alan Mario Sant |

| 21 de marzo de 2018 | Rumania                                  | 4:0 (2:0) | Serbia | Estadio Ilie Oană, Ploiești  |                              |
| 18:30 (UTC+2)       | Măţan 60' 61' · Morutan 23' · Băluţă 55' | Reporte   |        | Árbitro(s): Alexander Harkam | Árbitro(s): Alexander Harkam |

| 24 de marzo de 2018 | Ucrania                        | 2:1 (0:1) | Serbia               | Estadio Ilie Oană, Ploiești  |                              |
| 14:30 (UTC+2)       | Mykolenko 79' · Safronov 90+1' | Reporte   | Jovanović 21' (pen.) | Árbitro(s): Alexander Harkam | Árbitro(s): Alexander Harkam |

| 24 de marzo de 2018 | Rumania                | 2:1 (1:1) | Suecia       | Estadio Ilie Oană, Ploiești     |                                 |
| 19:00 (UTC+2)       | Băluţă 33' · Măţan 58' | Reporte   | Bergqvist 4' | Árbitro(s): Alejandro Hernández | Árbitro(s): Alejandro Hernández |

| 27 de marzo de 2018 | Serbia                                     | 3:2 (2:0) | Suecia                         | Estadio CNAF, Buftea        |                             |
| 19:00 (UTC+3)       | Petrović 17' · Stanojev 19' · Joveljić 80' | Reporte   | Mumbongo 64' · Kulusekvski 89' | Árbitro(s): Alan Mario Sant | Árbitro(s): Alan Mario Sant |

| 27 de marzo de 2018 | Ucrania                     | 2:1 (0:0) | Rumania     | Centro de Fútbol de Mogosoaia, Bucarest |                                 |
| 19:00 (UTC+3)       | Safronov 84' · Bondar 90+2' | Reporte   | Morutan 77' | Árbitro(s): Alejandro Hernández         | Árbitro(s): Alejandro Hernández |

### Grupo 5
Sede:  Portugal
| Selección  | Pts | PJ | PG | PE | PP | GF | GC | Dif |
| ---------- | --- | -- | -- | -- | -- | -- | -- | --- |
| Portugal   | 9   | 3  | 3  | 0  | 0  | 10 | 0  | 10  |
| Irlanda    | 4   | 3  | 1  | 1  | 1  | 4  | 5  | -1  |
| Kosovo     | 3   | 3  | 1  | 0  | 2  | 2  | 9  | -7  |
| Eslovaquia | 1   | 3  | 0  | 1  | 2  | 2  | 4  | -2  |

| 21 de marzo de 2018 | Eslovaquia | 1:1 (0:0) | República de Irlanda | Complejo Deportivo CF Fão, Fão |                           |
| 16:00 (UTC+1)       | Tomič 60'  | Reporte   | Connolly 76' (pen.)  | Árbitro(s): Kristo Tohver      | Árbitro(s): Kristo Tohver |

| 21 de marzo de 2018 | Portugal                                                                         | 5:0 (2:0) | Kosovo | Estádio do Bessa XXI, Oporto      |                                   |
| 18:00 (UTC+1)       | T. Correia 5' · J. Gomes 10' · J. Filipe 52' · G. Fernandes 90+2' · M. Dju 90+5' | Reporte   |        | Árbitro(s): Anastasios Papapetrou | Árbitro(s): Anastasios Papapetrou |

| 24 de marzo de 2018 | República de Irlanda                   | 3:0 (2:0) | Kosovo | Estádio do Rio Ave FC, Vila do Conde |                                   |
| 16:00 (UTC+1)       | Obafemi 5' · O'Connor 13' · Roache 54' | Reporte   |        | Árbitro(s): Anastasios Papapetrou    | Árbitro(s): Anastasios Papapetrou |

| 24 de marzo de 2018 | Portugal        | 1:0 (1:0) | Eslovaquia | Estadio da Mata Real, Paços de Ferreira |                            |
| 18:00 (UTC+1)       | João Filipe 34' | Reporte   |            | Árbitro(s): Jérôme Brisard              | Árbitro(s): Jérôme Brisard |

| 27 de marzo de 2018 | Kosovo                   | 2:1 (1:0) | Eslovaquia  | Estadio Dr. Machado de Matos, Felgueiras |                            |
| 18:00 (UTC+2)       | Kryeziu 29' · Salihu 54' | Reporte   | Brenkus 90' | Árbitro(s): Jérôme Brisard               | Árbitro(s): Jérôme Brisard |

| 27 de marzo de 2018 | República de Irlanda | 0:4 (0:2) | Portugal                                             | Estadio Ciudad de Barcelos, Barcelos |                           |
| 18:00 (UTC+2)       |                      | Reporte   | Fernandes 10' 81' (pen.) · Queirós 42' · Correia 73' | Árbitro(s): Kristo Tohver            | Árbitro(s): Kristo Tohver |

### Grupo 6
Sede:  España
| Selección | Pts | PJ | PG | PE | PP | GF | GC | Dif |
| --------- | --- | -- | -- | -- | -- | -- | -- | --- |
| Francia   | 9   | 3  | 3  | 0  | 0  | 9  | 4  | 5   |
| España    | 4   | 3  | 1  | 1  | 1  | 5  | 4  | 1   |
| Bélgica   | 3   | 3  | 1  | 0  | 2  | 4  | 6  | -2  |
| Bulgaria  | 1   | 3  | 0  | 1  | 2  | 0  | 4  | -4  |

| 21 de marzo de 2018 | Bélgica                    | 2:3 (1:0) | Francia                       | Estadio Municipal Guillermo Amor, Benidorm |                           |
| 12:00 (UTC+1)       | Verlinden 7' · Bornauw 47' | Reporte   | Pintor 81' 90+1' · Gouiri 86' | Árbitro(s): Tihomir Pejin                  | Árbitro(s): Tihomir Pejin |

| 21 de marzo de 2018 | España | 0:0     | Bulgaria | Estadio Municipal Guillermo Amor, Benidorm |                            |
| 18:00 (UTC+1)       |        | Reporte |          | Árbitro(s): Marco Di Bello                 | Árbitro(s): Marco Di Bello |

| 24 de marzo de 2018 | Francia        | 2:0 (1:0) | Bulgaria | Estadio Municipal Guillermo Amor, Benidorm |                           |
| 12:00 (UTC+1)       | Alioui 26' 79' | Reporte   |          | Árbitro(s): Tihomir Pejin                  | Árbitro(s): Tihomir Pejin |

| 24 de marzo de 2018 | España                       | 3:0 (1:0) | Bélgica | Estadio Municipal Guillermo Amor, Benidorm |                           |
| 18:00 (UTC+1)       | Pozo 45' · Abel Ruiz 55' 64' | Reporte   |         | Árbitro(s): Antti Munukka                  | Árbitro(s): Antti Munukka |

| 27 de marzo de 2018 | Bulgaria | 0:2 (0:0) | Bélgica                  | Estadio El Collao, Alcoy  |                           |
| 17:30 (UTC+2)       |          | Reporte   | Dewaele 58' · Openda 67' | Árbitro(s): Antti Munukka | Árbitro(s): Antti Munukka |

| 27 de marzo de 2018 | Francia                                                     | 4:2 (0:0) | España                            | Estadio Municipal Guillermo Amor, Benidorm |                            |
| 17:30 (UTC+2)       | Barreno 63' (a.g.) · Maolida 66' · Gouiri 82' · Diaby 90+1' | Reporte   | Abel Ruiz 52' (pen.) · Mboula 88' | Árbitro(s): Marco Di Bello                 | Árbitro(s): Marco Di Bello |

### Grupo 7
Sede:  Dinamarca
| Selección            | Pts | PJ | PG | PE | PP | GF | GC | Dif |
| -------------------- | --- | -- | -- | -- | -- | -- | -- | --- |
| Turquía              | 7   | 3  | 2  | 1  | 0  | 5  | 2  | 3   |
| Dinamarca            | 5   | 3  | 1  | 2  | 0  | 6  | 5  | 1   |
| Austria              | 4   | 3  | 1  | 1  | 1  | 5  | 4  | 1   |
| Bosnia y Herzegovina | 0   | 3  | 0  | 0  | 3  | 3  | 8  | -5  |

| 21 de marzo de 2018 | Turquía       | 2:0 (0:0) | Austria | Estadio Silkeborg, Silkeborg  |                               |
| 15:00 (UTC+1)       | Oktay 60' 83' | Reporte   |         | Árbitro(s): Ricardo De Burgos | Árbitro(s): Ricardo De Burgos |

| 21 de marzo de 2018 | Dinamarca                          | 3:2 (2:0) | Bosnia y Herzegovina          | Estadio Silkeborg, Silkeborg |                             |
| 19:00 (UTC+1)       | Wind 28' · Holse 42' · Odgaard 46' | Reporte   | N. Hadžić 59' · B. Hadžić 79' | Árbitro(s): Ivaylo Stoyanov  | Árbitro(s): Ivaylo Stoyanov |

| 24 de marzo de 2018 | Austria                                       | 3:0 (1:0) | Bosnia y Herzegovina | Estadio Silkeborg, Silkeborg |                             |
| 13:00 (UTC+1)       | Meister 28' · A. Schmid 67' · Baumgartner 69' | Reporte   |                      | Árbitro(s): Ivaylo Stoyanov  | Árbitro(s): Ivaylo Stoyanov |

| 24 de marzo de 2018 | Dinamarca   | 1:1 (0:1) | Turquía   | Estadio Silkeborg, Silkeborg |                          |
| 17:00 (UTC+1)       | Odgaard 77' | Reporte   | Oktay 41' | Árbitro(s): Kevin Clancy     | Árbitro(s): Kevin Clancy |

| 27 de marzo de 2018 | Bosnia y Herzegovina | 1:2 (1:2) | Turquía                | Estadio Vorup, Randers        |                               |
| 14:00 (UTC+2)       | Zilić 34'            | Reporte   | Yalçın 11' · Oktay 44' | Árbitro(s): Ricardo De Burgos | Árbitro(s): Ricardo De Burgos |

| 27 de marzo de 2018 | Austria                | 2:2 (0:1) | Dinamarca                     | Estadio Silkeborg, Silkeborg |                          |
| 14:00 (UTC+2)       | Schmid 57' · Arase 82' | Reporte   | Odgaard 31' · Wind 79' (pen.) | Árbitro(s): Kevin Clancy     | Árbitro(s): Kevin Clancy |

## Clasificados
| Bandera de Finlandia | Bandera de Noruega | Bandera de Inglaterra | Bandera de Italia | Bandera de Ucrania | Bandera de Portugal | Bandera de Francia | Bandera de Turquía |
| Finlandia            | Noruega            | Inglaterra            | Italia            | Ucrania            | Portugal            | Francia            | Turquía            |
| Anfitrión            | 1.º Grupo 1        | 1.º Grupo 2           | 1.º Grupo 3       | 1.º Grupo 4        | 1.º Grupo 5         | 1.º Grupo 6        | 1.º Grupo 7        |

## Goleadores
9 goles
- Erling Haaland

8 goles
- Alexandru Mățan

6 goles
| - Eddie Nketiah | - Kai Havertz | - Anastasios Douvikas | - Dimitar Mitrovski |

5 goles
| - Jens Odgaard - Jonas Wind | - Manuel Wintzheimer - Zsombor Bévárdi | - Gianluca Scamacca - Jack Aitchison | - Muhayer Oktay |

4 goles
| - Marko Regža - Ferdi Kadioglu | - Donyell Malen - Eman Markovic | - Olimpiu Moruțan | - Teddy Bergqvist |

3 goles
| - Vahan Bichakhchyan - Kelvin Arase - Mike Trésor - Antonín Růsek - Richard Sedláček - Andreas Poulsen | - Mason Mount - Myziane Maolida - Jan-Niklas Beste - Arne Maier - Andrea Pinamonti - Bogdans Samoilovs | - Jani Atanasov - Bojan Kolevski - Gedson Fernandes - Jayson Molumby - Tudor Băluță | - Ivan Ignatyev - Žan Celar - Abel Ruiz - Nedim Bajrami - Güven Yalçın |

2 goles
| - Christoph Baumgartner - Nicolas Meister - Anthony Schmid - Bahadur Haziyev - Thibaud Verlinden - Sandro Kulenović - Patrik Žitný - Reiss Nelson - Jadon Sancho - Nabil Alioui - Moussa Diaby | - Amine Gouiri - Lenny Pintor - Thody Elie Youan - Atakan Akkaynak - Dimitrios Emmanouilidis - Norbert Kundrák - Levente Lustyik - Alexander Torvund - Matteo Gabbia - Nicolò Zaniolo - Madi Zhakypbayev | - Joël Piroe - Christian Borchgrevink - Leo Skiri Østigård - David Kopacz - Adrian Łyszczarz - João Filipe - Jonathan Afolabi - Lee O'Connor - Robert Moldoveanu - Daniil Utkin - Mikey Johnston | - Glenn Middleton - Đorđe Jovanović - Strahinja Jovanović - Tomi Horvat - Adrian Edqvist - Andi Zeqiri - Olexiy Kashchuk - Oleksandr Safronov - Vladyslav Supriaha - Liam Cullen |

1 gol
| - Klajdi Burba - Ricard Fernández - Albert Grau - Hovhannes Harutyunyan - Karen Melkonyan - Michael John Lema - Miroslav Khlebosolov - Francis Amuzu - Indy Boonen - Sebastiaan Bornauw - Milan Corryn - Hannes Delcroix - Sieben Dewaele - Daam Foulon - Loïs Openda - Amar Ćatić - Jasmin Čeliković - Jusuf Gazibegović - Benjamin Hadžić - Nedim Hadžić - Enio Zilić - Andrea Hristov - Stanislav Ivanov - Toni Ivanov - Kaloyan Krastev - Duje Javorčić - Darko Nejašmić - Dario Špikić - Panagiotis Louka - Jack Roles - Martin Graiciar - David Heidenreich - Ladislav Krejčí - Michal Sadílek - Jakub Šípek - Carl Holse - Kasper Poul Mølgaard Jørgensen - Mads Roerslev - Ben Brereton - Elliot Embleton | - George Hirst - Erik Sorga - Lukas Grenaa Giessing - Antoine Bernede - Michaël Cuisance - Rafik Guitane - Moussa Sylla - Dan-Axel Zagadou - Levan Kharabadze - Nika Ninua - Alfons Amade - Yari Otto - Sam Schreck - Christos Giousis - Alexandros Gkargkalatzidis - Dimitrios Ntalakouras - Marios Siampanis - Attila Mocsi - Szabolcs Schön - Levente Szabo - Kolbeinn Finnsson - Daníel Hafsteinsson - Kristofer Kristinsson - Stefan Alexander Ljubicic - Eylon Almog - Yarden Shua - Davide Bettella - Enrico Brignola - Christian Capone - Filippo Melegoni - Zhanali Pairuz - Gentrit Limani - Abit Salihu - Jānis Grīnbergs - Kristers Aldis Puriņš - Kristers Tobers - Noah Frick - Kevin D'Anzico - Yannick Schaus - Vincent Thill | - Darko Churlinov - Elif Elmas - Bojan Miovski - Filip Trajanovski - Andrea Borg - Denis Furtună - Vsevolod Nihaev - Ion Postica - Ilija Vukotić - Zakaria Aboukhlal - Tom van de Looi - Orkun Kökçü - Ché Nunnely - Danny Amos - Eoin Toal - Jens Petter Hauge - Simen Bolkan Nordli - Sebastian Pedersen - Tobias Svendsen - Hugo Vetlesen - Sebastian Bergier - Marco Drawz - Riccardo Grym - Jakub Moder - Aron Stasiak - Sebastian Walukiewicz - Pedro Correia - Thierry Correia - Mesaque Djú - José Gomes - Diogo Queirós - Aaron Connolly - Neil Farrugia - Michael Obafemi - Rowan Roache - Claudiu Micovschi - Andrei Sîntean - Magomed-Shapi Suleymanov - Nayair Tiknizyan - Dmitri Tsypchenko | - Wallace Duffy - Fraser Hornby - Kerr McInroy - Luka Ilić - Dejan Joveljić - Igor Maksimović - Njegoš Petrović - Jug Stanojev - Aleksa Terzić - Adam Brenkus - Matej Grešák - Michal Kráľovič - Jozef Špyrka - Michal Tomič - Martin Vician - Adam Gnezda Čerin - Vanja Drkušič - David Zec - Jordi Mboula - Alejandro Pozo - Joseph Colley - Dejan Kulusekvski - Simon Marklund - Joel Mumbongo - Adil Titi - Mersim Asllani - Nishan Burkart - Serge Müller - Filip Ugrinic - Ufukcan Engin - Abdülkadir Ömür - Doğukan Sinik - Valeriy Bondar - Serhiy Buletsa - Viktor Korniienko - Vitalii Mykolenko - James Alexander Spruce - Momodou Touray |

1 autogol
| - Albert Khachumyan (contra República Checa) - Vladislav Malkevich (contra Polonia) - Mahamadou Dembélé (contra Bosnia y Herzegovina) | - Igor Chiperi (contra Suecia) - Julian Faye Lund (contra Ucrania) - Marco Frisoni (contra Dinamarca) | - Jamie Barjonas (contra Alemania) - Jorge Cuenca (contra Francia) | - Burak Kapacak (contra Eslovaquia) - Joe Lewis (contra Turquía) |